# Nat Militzok
Nathan "Nat" Militzok (Nueva York, Nueva York, 3 de mayo de 1923 - Las Vegas, Nevada, 14 de mayo de 2009) fue un jugador de baloncesto estadounidense que disputó una temporada en la BAA, pasando el resto de su carrera en la ABL. Con 1,91 metros de estatura, jugaba en la posición de alero.

## Trayectoria deportiva

### Universidad
Comenzó su andadura universitaria como freshman en el City College of New York, siendo transferido al año siguiente a los Pride de la Universidad Hofstra, donde permanecería dos temporadas antes de ser llamado a filas para combatir en la Segunda Guerra Mundial. A su regreso, acabó su carrera en los Big Red de la Universidad Cornell.

### Profesional
En 1946 fichó con los New York Knicks, con los que jugó 36 partidos, promediando 4,0 puntos. En el mes de febrero fue traspasado a los Toronto Huskies, con los que acabó la temporada promediando 4,8 puntos por partido.
En 1948 fichó por los Scranton Miners de la ABL, donde transcurrió el resto de su carrera deportiva, salvo una pequeña participación con los Saratoga Harlem Yankees. Allí se proclamó campeón en dos ocasiones, en 1950 y 1951, siendo su mejor temporada la primera, en la que promedió 9,6 puntos por partido.

#### Estadísticas en la BAA

##### Temporada regular
| Temporada | Edad | Equipo          | Liga | P  | TIT | MIN | TC  | TCA | %TC  | 3P | 3PA | %3P | TL  | TLA | %TL  | R.OF. | R.DEF. | REB | ASIS | ROB | TAP | PER | FP  | PTS |
| 1946-47   | 23   | TOTAL           | BAA  | 57 |     |     | 1.6 | 6.0 | .262 |    |     |     | 1.1 | 2.0 | .571 |       |        |     | 0.7  |     |     |     | 2.1 | 4.3 |
| 1946-47   | 23   | New York Knicks | BAA  | 36 |     |     | 1.4 | 5.9 | .243 |    |     |     | 1.1 | 2.0 | .548 |       |        |     | 0.8  |     |     |     | 2.5 | 4.0 |
| 1946-47   | 23   | Toronto Huskies | BAA  | 21 |     |     | 1.8 | 6.1 | .295 |    |     |     | 1.1 | 1.9 | .615 |       |        |     | 0.7  |     |     |     | 1.4 | 4.8 |
| Total     |      |                 | BAA  | 57 |     |     | 1.6 | 6.0 | .262 |    |     |     | 1.1 | 2.0 | .571 |       |        |     | 0.7  |     |     |     | 2.1 | 4.3 |